# 肃慎亲王敬敏墓
肃慎亲王敬敏墓，位于北京市朝阳区王四营乡道口村西北，是肃慎亲王敬敏的墓。

## 简介
肃慎亲王敬敏墓位于朝阳区王四营乡道口村西北，是肃慎亲王敬敏的墓。肃慎亲王敬敏墓在朝阳区现存的所有王爷坟中保存最完整。墓地坐北朝南，现存碑楼，绿琉璃瓦歇山顶，四面设有石拱券门，券门上浮雕有吉祥图案，碑楼内有御祭碑一通，螭首龟趺。碑楼以东大约30米处原来有停尸房，面阔三间，2002年被开发商拆毁。碑楼东侧、西侧各有三间朝房。向北沿着神道是宫门，面阔三间。宫门内是享殿，面阔三间，带有月台。享殿后面原有宝顶，早已被毁，地下为地宫，早已被盗。四周有宫墙。除了2002年被拆毁的东停尸房外，其他建筑在2009年修缮，2010年在享殿两侧添建东西配殿各三间。因为宫墙早已被多处破坏，所以村内的一条柏油路自碑楼和东西朝房之间穿过，断路复建宫墙的工程被列入2011年文物修缮计划。1986年，“肃慎亲王敬敏墓”被公布为朝阳区重点文物保护单位。